# Dimitris Tsatsos
Dimitris Tsatsos, gr. Δημήτρης Τσάτσος (ur. 5 maja 1933 w Atenach, zm. 24 kwietnia 2010 tamże) – grecki prawnik, profesor, od 1994 do 2004 poseł do Parlamentu Europejskiego IV i V kadencji.

## Życiorys
W 1960 ukończył studia prawnicze na Uniwersytecie w Atenach. Przez kolejne cztery lata pracował na Uniwersytecie w Heidelbergu. Następnie był wykładowcą prawa międzynarodowego i porównawczego w jednym z instytutów Towarzystwa Maxa Plancka i w szkole prawa na Uniwersytecie w Moguncji.
W 1968 został profesorem uczelnianym prawa konstytucyjnego na macierzystej uczelni. Od 1969 do 1974 wykładał także na Uniwersytecie w Bonn. W 1969 miał objął katedrę prawa publicznego na Uniwersytecie Arystotelesa w Salonikach, nie dopuściły do tego ówczesne władze państwowe. Rozpoczął w tym czasie działania w organizacjach antyrządowych, w 1973 brał udział w strajku okupacyjnym na uczelni, za co został na cztery miesiące aresztowany.
Po przemianach politycznych został wiceministrem szkolnictwa wyższego, w 1974 nadzorował usuwanie z uczelni profesorów związanych z poprzednim systemem. W latach 70. był też posłem do Parlamentu Hellenów. W 1975 został profesorem prawa publicznego w Salonikach, wykładał też ponownie na uczelniach niemieckich. Organizował krajowe i europejskie zrzeszenia prawa konstytucyjnego.
W 1994 i 1999 z listy Panhelleńskiego Ruchu Socjalistycznego uzyskiwał mandat posła do Parlamentu Europejskiego V kadencji. Należał do grupy socjalistycznej, pracował m.in. w Komisji Prawnej Spraw Konstytucyjnych. W PE zasiadał do 2004.
Odznaczony m.in. Orderem Zasługi Republiki Federalnej Niemiec (2002).